# Episodi di Caprica
La prima e unica stagione della serie televisiva Caprica è composta da 18 episodi. I primi tredici sono stati trasmessi negli Stati Uniti dal canale Syfy tra il 22 gennaio e il 26 ottobre 2010; la prima visione degli ultimi cinque episodi è invece della rete canadese Space, che li ha trasmessi nel novembre 2010. Il primo episodio ha durata doppia.
In Italia la serie è andata in onda dall'8 febbraio al 5 aprile 2011 su Steel. Dal 22 settembre 2011 è trasmessa da Rai 4.
| nº | Titolo originale            | Titolo italiano               | Prima TV originale | Prima TV Italia  |
| -- | --------------------------- | ----------------------------- | ------------------ | ---------------- |
| 1  | Pilot                       | Unità cibernetica Cylone      | 22 gennaio 2010    | 8 febbraio 2011  |
| 2  | Rebirth                     | Rinascita                     | 29 gennaio 2010    | 15 febbraio 2011 |
| 3  | Reins of a Waterfall        | Dolorosa verità               | 5 febbraio 2010    | 15 febbraio 2011 |
| 4  | Gravedancing                | La danza di Zoe               | 19 febbraio 2010   | 22 febbraio 2011 |
| 5  | There Is Another Sky        | Tornare a casa                | 26 febbraio 2010   | 22 febbraio 2011 |
| 6  | Know Thy Enemy              | Un sogno da distruggere       | 5 marzo 2010       | 1º marzo 2011    |
| 7  | The Imperfections of Memory | Le imperfezioni della memoria | 12 marzo 2010      | 1º marzo 2011    |
| 8  | Ghosts in the Machine       | Il test                       | 19 marzo 2010      | 8 marzo 2011     |
| 9  | End of Line                 | Capolinea                     | 26 marzo 2010      | 8 marzo 2011     |
| 10 | Unvanquished                | Un paradiso virtuale          | 5 ottobre 2010     | 15 marzo 2011    |
| 11 | Retribution                 | Disobbedienza                 | 12 ottobre 2010    | 15 marzo 2011    |
| 12 | Things We Lock Away         | Infiltrata                    | 19 ottobre 2010    | 22 marzo 2011    |
| 13 | False Labor                 | Falso travaglio               | 26 ottobre 2010    | 22 marzo 2011    |
| 14 | Blowback                    | Contraccolpo                  | 2 novembre 2010    | 29 marzo 2011    |
| 15 | The Dirteaters              | Fedeli l'un l'altro           | 9 novembre 2010    | 29 marzo 2011    |
| 16 | The Heavens Will Rise       | Il paradiso sorgerà           | 16 novembre 2010   | 5 aprile 2011    |
| 17 | Here Be Dragons             | Qui ci sono draghi            | 23 novembre 2010   | 5 aprile 2011    |
| 18 | Apotheosis                  | Apoteosi                      | 30 novembre 2010   | 5 aprile 2011    |